# Лоньи-лез-Обантон
Лоньи-лез-Обанто́н (фр. Logny-lès-Aubenton) — коммуна во Франции, находится в регионе Пикардия. Департамент коммуны — Эна. Входит в состав кантона Ирсон. Округ коммуны — Вервен.
Код INSEE коммуны — 02435.

## Население
Население коммуны на 2010 год составляло 77 человек.
| 1962 | 1968 | 1975 | 1982 | 1990 | 1999 | 2010 |
| ---- | ---- | ---- | ---- | ---- | ---- | ---- |
| 125  | 106  | 90   | 70   | 82   | 73   | 77   |

## Экономика
В 2010 году среди 36 человек трудоспособного возраста (15—64 лет) 28 были экономически активными, 8 — неактивными (показатель активности — 77,8 %, в 1999 году было 54,8 %). Из 28 активных жителей работали 23 человека (11 мужчин и 12 женщин), безработных было 5 (4 мужчины и 1 женщина). Среди 8 неактивных 4 человека были учениками или студентами, 2 — пенсионерами, 2 были неактивными по другим причинам.